# Soumont
Soumont település Franciaországban, Hérault megyében. Lakosainak száma 243 fő (2022. január 1.). Soumont Le Bosc, Fozières, Lodève és Saint-Privat községekkel határos.

## Népesség
A település népessége az elmúlt években az alábbi módon változott:
| Lakosok száma | 144  | 130  | 126  | 114  | 189  | 188  | 184  | 174  | 200  | 243  |
|               | 1968 | 1982 | 1990 | 2006 | 2013 | 2015 | 2017 | 2019 | 2020 | 2022 |